# Черкаський Абрам Маркович
Абра́м Ма́ркович Черка́ський  (7 липня 1886, Біла Церква — 30 листопада 1967, Алмати), маляр і педагог.

## З життєпису
Родом з Білої Церкви; мистецьку освіту здобув у Київському художньому училищі в Олександра Мурашка (1901—1909) і в Петербурзькій академії мистецтв (1909—1917). З 1917 жив у Вінниці, чл. АРМУ; 1926—1937 викладач і (з 1935) професор Київського художнього інституту, (1937—1940 засланий до Караганди), 1940—1960 професор художнього училища в Алма-Аті.
Народний художник Казахської РСР (1963). Був членом АРМУ. Навчався у Київському художньому училищі (1901—1909) у О. Мурашка та М. Пимоненка і Петербурзькій академії мистецтв (1909—1917) у загальних класах Я. Ціонглінського і Г. Залемана та у майстернях М. Дубовського і М. Самокиша.
У 1918—1923 жив і працював у Вінниці, викладав рисунок і живопис у місцевому училищі і організував власну студію, 1923—1927 — у Києві.

У Київському художньому інституті викладав у 1926—1937, з 1935 — професор. 1937—1940 — був на засланні у Караганді, з 1940 — Алма-Аті. У 1940—1960 працював у художньому училищі в Алма-Аті. Як зазначав сам Д. Черкаський: 
Мені абсолютно необхідно викладати, викладання мені також корисно, як і студентам
Творчість Черкаського умовно поділяється на два періоди. Перший пов'язаний з перебуванням його в Києві, другий — у Казахстані. Працюючи у Києві, створив низку творів, що відображають образи українських селян, їхній побут. З-поміж цих творів передусім портрети, серед яких переважають зображення жіночих моделей. У творах казахського періоду з'являються нові образи і мотиви, пов'язані зі специфікою побуту і оточення азіатського краю, впевненішим стає поєднання широкого письма з точністю рисунка.
Твори Черкаського — портрети, натюрморти, краєвиди — зберігаються переважно в Казахстанській картинній ґалерії в Алма-Аті.
Твори: «Паровички на обвідному каналі» (1916), «Рум'янцевський сквер» (1917), «Відпочинок. Біля трактора» (1927), панно «Футболісти» на стіні ресторану «Динамо» (1934), «Настя» (1934), «Колгоспниця з соняшниками» (1935), «Молдавська колгоспниця Марфа Чеколтан» (1936), «Килимарниці» (1937), «Розповідь про минуле» (1941), «Портрет письменника Мухтара Ауезова» (1943), «Джамбул. Пісня помсти» (1944), «Карагачі — велетні» (1944), «Місячна соната» (1944), «У передгір'ях Ала-Тау» (1953), «Портрет Джамбула» (1955), «На цілинній землі» (1955), «Останній сніг» (1957), «Далина за далиною» (1961), «Рання весна», «Біля озера» (обидва — 1962).

## Критика
Архітектор Й. Каракіс зазначив про свого вчителя А. Черкаського: 
Скромного, талановитого, всім відомого художника — мого першого вчителя не забуду до останнього подиху